# Arcidiocesi di Grouard-McLennan
L'arcidiocesi di Grouard-McLennan (in latino Archidioecesis Gruardensis-McLennanpolitana) è una sede metropolitana della Chiesa cattolica in Canada). Nel 2023 contava 66.800 battezzati su 175.800 abitanti. È retta dall'arcivescovo Gerard Pettipas, C.SS.R.

## Territorio
L'arcidiocesi comprende la parte nord-occidentale della provincia dell'Alberta, in Canada.
Sede arcivescovile è la città di McLennan, dove si trova la cattedrale di San Giovanni Battista.
Il territorio della diocesi si estende su 224.596 km² ed è suddiviso in 37 parrocchie, raggruppate in 5 decanati: Girouxville, Peace River, Grande Prairie, Slave Lake e High Level.

## Storia
Il vicariato apostolico del fiume Mackenzie fu eretto il 13 maggio 1862, ricavandone il territorio dalla diocesi di Saint-Boniface (oggi arcidiocesi). Fu nominato primo vicario Henri Joseph Faraud dei missionari oblati di Maria Immacolata. Nel breve di nomina il vicariato apostolico è chiamato "Athabaska-Mackenzie", nome che si impose nei documenti ufficiali successivi.
Il 3 luglio 1901 si divise dando origine ai vicariati apostolici di Athabaska e di Mackenzie. Da quest'ultima deriva l'odierna diocesi di Mackenzie-Fort Smith, mentre la prima il 15 marzo 1927 assunse il nome di vicariato apostolico di Grouard per effetto del breve Quae ad rei di papa Pio XI, che stabilì anche una variazione dei confini fra i due vicariati apostolici.
Il 14 gennaio 1944 cedette alcune porzioni di territorio a vantaggio dell'erezione dei vicariati apostolici di Whitehorse (oggi diocesi) e di Prince Rupert (oggi diocesi di Prince George).
Il 13 luglio 1967 per effetto della bolla Adsiduo perducti di papa Paolo VI il vicariato apostolico di Grouard è stato elevato al rango di arcidiocesi metropolitana e ha assunto il nome attuale.
Il 25 gennaio 2016 l'arcidiocesi è passata dalla giurisdizione della Congregazione per l'evangelizzazione dei popoli alla giurisdizione della Congregazione per i vescovi.

## Cronotassi dei vescovi
Si omettono i periodi di sede vacante non superiori ai 2 anni o non storicamente accertati.
- Henri Joseph Faraud, O.M.I. † (16 maggio[4] 1862 - 26 settembre 1890 deceduto)
- Pierre-Emile-Jean-Baptiste-Marie Grouard, O.M.I. † (18 ottobre 1890 - 18 aprile 1929 dimesso[5])
- Joseph-Wilfrid Guy, O.M.I. † (19 dicembre 1929 - 2 giugno 1937 nominato vescovo di Gravelbourg)
- Ubald Langlois, O.M.I. † (30 marzo 1938 - 18 settembre 1953 deceduto)
- Henri Routhier, O.M.I. † (18 settembre 1953 succeduto - 21 novembre 1972 dimesso)
- Henri Légaré, O.M.I. † (21 novembre 1972 - 16 luglio 1996 dimesso)
- Henri Goudreault, O.M.I. † (16 luglio 1996 - 23 luglio 1998 deceduto)
- Arthé Guimond † (9 giugno 2000 - 30 novembre 2006 ritirato)
- Gerard Pettipas, C.SS.R., dal 30 novembre 2006

## Statistiche
L'arcidiocesi nel 2023 su una popolazione di 175.800 persone contava 66.800 battezzati, corrispondenti al 38,0% del totale.
| anno | popolazione | popolazione | popolazione | presbiteri | presbiteri | presbiteri | presbiteri                | diaconi | religiosi | religiosi | parrocchie |
| anno | battezzati  | totale      | %           | numero     | secolari   | regolari   | battezzati per presbitero | diaconi | uomini    | donne     | parrocchie |
| ---- | ----------- | ----------- | ----------- | ---------- | ---------- | ---------- | ------------------------- | ------- | --------- | --------- | ---------- |
| 1950 | 24.673      | 50.000      | 49,3        | 70         | 8          | 62         | 352                       |         | 97        | 222       | 35         |
| 1966 | 30.194      | 76.884      | 39,3        | 75         | 12         | 63         | 402                       |         | 91        | 223       | 41         |
| 1968 | 32.983      | 88.344      | 37,3        | 64         | 7          | 57         | 515                       |         | 74        | 205       | 39         |
| 1976 | 30.000      | 88.000      | 34,1        | 48         | 4          | 44         | 625                       |         | 52        | 100       | 41         |
| 1980 | 30.900      | 96.700      | 32,0        | 49         | 5          | 44         | 630                       |         | 54        | 81        | 42         |
| 1990 | 35.900      | 97.700      | 36,7        | 31         | 3          | 28         | 1.158                     | 1       | 31        | 52        | 62         |
| 1999 | 44.397      | 123.155     | 36,0        | 21         | 5          | 16         | 2.114                     | 1       | 17        | 25        | 29         |
| 2000 | 42.675      | 108.926     | 39,2        | 24         | 6          | 18         | 1.778                     | 1       | 18        | 23        | 69         |
| 2001 | 43.264      | 116.530     | 37,1        | 20         | 4          | 16         | 2.163                     | 2       | 16        | 20        | 67         |
| 2002 | 43.608      | 116.530     | 37,4        | 23         | 2          | 21         | 1.896                     | 2       | 21        | 19        | 67         |
| 2003 | 43.686      | 112.019     | 39,0        | 25         | 5          | 20         | 1.747                     | 2       | 20        | 22        | 67         |
| 2004 | 44.470      | 114.760     | 38,8        | 25         | 7          | 18         | 1.778                     | 1       | 18        | 19        | 68         |
| 2006 | 47.899      | 112.986     | 42,4        | 25         | 7          | 18         | 1.915                     | 2       | 21        | 25        | 67         |
| 2013 | 55.152      | 145.811     | 37,8        | 25         | 17         | 8          | 2.206                     | 2       | 8         | 12        | 33         |
| 2016 | 62.341      | 165.330     | 37,7        | 29         | 19         | 10         | 2.149                     | 2       | 11        | 9         | 35         |
| 2019 | 67.617      | 176.398     | 38,3        | 30         | 13         | 17         | 2.253                     | 2       | 17        | 4         | 36         |
| 2021 | 66.850      | 175.267     | 38,1        | 32         | 16         | 16         | 2.089                     |         | 16        | 2         | 34         |
| 2023 | 66.800      | 175.800     | 38,0        | 30         | 14         | 16         | 2.226                     | 2       | 16        | 2         | 37         |